# Gaston Monnerville
Gaston Monnerville (Cayena, Guyana Francesa, 2 de enero de 1897- París, Francia, 7 de noviembre de 1991) fue un político francés.
A lo largo de su vida desempeñó varios cargos políticos. Entre ellos se destacan sus roles como diputado por Guyana Francesa de 1932 a 1940, subsecretario de estado por las colonias entre 1937 y 1938, presidente del Consejo de la República de 1947 a 1958, y presidente del Senado entre 1958 y 1968.

## Vida personal

### Familia
Hijo menor de esclavos, su padre fue Marc Saint-Yves Monnerville, funcionario de la administración colonial, y su madre Marie-Françoise Orville. Tanto por el lado paterno como por el materno, la familia era originaria de Case-Pilote, comuna de la Martinica. Su hermano, Pierre Monnerville, se involucró también en política, sirviendo como diputado socialista de 1956 a 1967.

### Educación
Monnerville estudia en el liceo de Cayena. En 1912 es becado y abandona Guyana para comenzar sus estudios secundarios en el liceo Pierre-de-Fermat, en Toulouse. El brillante estudiante opta por estudiar letras, y elige seguir la carrera de filosofía.
Estudiando simultáneamente en las facultades de letras y de derecho de la Universidad de Toulouse, Gaston Monnerville recibe a la vez la licenciatura en letras y en derecho, siendo felicitado por el jurado. También será felicitado por el jurado cuando reciba, en 1921, su doctorado en derecho, luego de haber defendido su tesis sobre « el enriquecimiento sin causa ».